# Sobekhotep IV
Sobekhotep IV fou un faraó de la dinastia XIII. Al papir de Torí és esmentat en la posició 21. El seu nom de tron fou Kheneferre o Neferkare ('Bonica és l'aparença de Ra'). Fou un dels reis més poderosos de la dinastia i se sap que va enviar soldats a Núbia.
Es conserva una estàtua sencera del faraó que es pot veure al Museu del Louvre a París.
Fou germà de Neferhotep I, al qual segurament va succeir, potser amb alguna intervenció de Sihathor. El seu pare era sacerdot i la mare de la família reial, i era probablement, per la mare, besnet o rebesnet d'Amenemhet III. La seva reina es va dir Tjan.
Va regnar potser vers uns deu anys, però la duració del seu regnat no està consignada al papir de Torí.